# Sabine Leutheusser-Schnarrenberger
Sabine Leutheusser-Schnarrenberger (ur. 26 lipca 1951 w Minden) – niemiecka prawniczka i polityk, posłanka do Bundestagu, działaczka Wolnej Partii Demokratycznej (FDP) i jej przewodnicząca w Bawarii, w latach 1992–1996 oraz 2009–2013 minister sprawiedliwości.

## Życiorys
Pochodzi z rodziny zaangażowanej politycznie. Ojciec Horst Leutheusser był adwokatem i samorządowcem, pełnił w latach 1964–1969 obowiązki wiceburmistrza Minden z ramienia CDU. Jej krewny Wolfgang Stammberger był ministrem sprawiedliwości w rządzie RFN (1961–1962).
Po uzyskaniu w 1970 matury odbyła studia prawnicze w Getyndze i Bielefeld. Do 1978 zdała państwowe egzaminy prawnicze I oraz II stopnia. W latach 1979–1990 była zatrudniona w Niemieckim Urzędzie Patentowym, dochodząc do stanowiska dyrektorskiego. W 1991 zasiadła po raz pierwszy w zarządzie federalnym FDP, a w 1993 w prezydium tego ugrupowania.
W 1990 po raz pierwszy została wybrana do Bundestagu. Reelekcję uzyskiwała w latach 1994, 1998, 2002, 2005 i 2009, sprawując mandat poselski do 2013.
18 maja 1992 została mianowana ministrem sprawiedliwości w czwartym gabinecie Helmuta Kohla, pozostała na tym stanowisku również w piątym rządzie tego kanclerza. Opowiadała się przeciw projektom rozszerzenia uprawnień władz państwowych w kwestii podsłuchów. Gdy w przeprowadzonej ankiecie działacze FDP wsparli jednak projekt CDU, 14 grudnia 1995 podała się do dymisji. Zakończyła urzędowanie 17 stycznia 1996, kiedy to zastąpił ją Edzard Schmidt-Jortzig.
Pozostała aktywną parlamentarzystką swojego ugrupowania. W kadencji 2005–2009 pełniła obowiązki wiceprzewodniczącej klubu poselskiego FDP oraz rzecznika ds. prawnych, była również przewodniczącą komisji prawa. Od 2003 do 2010 zasiadała w Zgromadzeniu Parlamentarnym Rady Europy. Publicznie krytykowała projekt ustaw wielkiej koalicji chadeków i socjaldemokratów z 2007 o gromadzeniu danych osobowych.
W 2000 objęła obowiązki przewodniczącej FDP w Bawarii, stawiając sobie za główny cel powrót FDP do landtagu w Monachium. W 2003 FDP pod jej przewodnictwem nie przekroczyła jednak progu 5% w wyborach regionalnych, natomiast w 2005 uzyskała niecałe 10% głosów w wyborach do Bundestagu, a liczba bawarskich posłów partii zwiększyła się z 4 do 9. W wyborach do landtagu w 2008 Wolna Partia Demokratyczna uzyskała po raz pierwszy od 14 lat reprezentację parlamentarną. Sabine Leutheusser-Schnarrenberger podpisała 24 października 2008 umowę o koalicji rządowej z CSU na szczeblu tego kraju związkowego.
28 października 2009, po wygranych przez CDU-CSU i FDP wyborach do Bundestagu, objęła ponownie resort sprawiedliwości w drugim gabinecie Angeli Merkel. Sprawowała go do 17 grudnia 2013. W tym samym roku w wyniku wyborczej porażki liberałów znalazła się poza parlamentem. Ustąpiła wówczas z kierowniczych funkcji partyjnych.
Od 2002 wybierana do rady powiatu Starnberg. Powołana m.in. w skład rady doradczej fundacji Pro Justitia oraz rady doradczej Global Panel Foundation. Wspierała działania Alice Schwarzer na rzecz zakazu rozpowszechniania pornografii (w ramach tzw. PorNO-Kampagne).
W 2018 objęła funkcję pełnomocnika rządu krajowego Nadrenii-Północnej Westfalii ds. zwalczania antysemityzmu. W latach 2019–2023 była członkinią Bawarskiego Trybunału Konstytucyjnego.

## Życie prywatne
Jest wdową (jej mąż Ernst Schnarrenberger zmarł w 2006), zamieszkała w Feldafing. W 2013 wyróżniona honorowym obywatelstwem tej miejscowości.